# New Salem (Illinois)
New Salem – wieś w Stanach Zjednoczonych, w stanie Illinois, w hrabstwie Pike.